# كورت نيدرماير
كورت نيدرماير (بالألمانية: Kurt Niedermayer)‏ (25 نوفمبر 1955 في ألمانيا - ) هو مدرب كرة قدم ولاعب كرة قدم ألماني في مركز الدفاع. شارك مع منتخب ألمانيا لكرة القدم تحت 18 سنة ومنتخب ألمانيا ب لكرة القدم ‏ ومنتخب ألمانيا لكرة القدم. أما مع النوادي، فقد لعب مع بايرن ميونخ ونادي شتوتغارت ونادي كارلسروه ونادي لوكارنو وSC Pfullendorf ‏.

## وصلات خارجية
- كورت نيدرماير على موقع قاعدة بيانات كرة القدم.إي يو (الإنجليزية)
- كورت نيدرماير على موقع بيانات كرة القدم. دي إي (الألمانية)
- كورت نيدرماير على موقع ناشيونال فوتبول تيمز (الإنجليزية)
- كورت نيدرماير على موقع عالم كرة القدم.نت (الإنجليزية)